# Csiklófalu
Csiklófalu település Romániában, Krassó-Szörény megyében.

## Fekvése
Oravicabányától délre, Makovistye és Oravicafalva közt fekvő település.

## Története
Nevét 1808-ban említették először Csiklova (Oláh), Walachisch-Tschiklowa néven említették először.
1828-ban Csiklova, Csiklovár, 1851-ben Oláh-Csiklova vagy Csiklovár, 1888-ban Román-Csiklova, 
1913-ban Csiklófalu, 1909-1919 között Ciclovaromână néven írták.
1851-ben Fényes Elek írta a településről:
Oláh-Csiklova vagy Csiklovár, Krassó vármegyében, 3 katholikus, 2127 óhitű lakossal, óhitű anyatemplommal. Földesura a kamara.
1910-ben 3201 lakosából 14 magyar, 3164 román volt, melyből 3179 görögkeleti ortodox volt.
A trianoni békeszerződés előtt Krassó-Szörény vármegye Oraviczabányai járásához tartozott.

## Hivatkozások

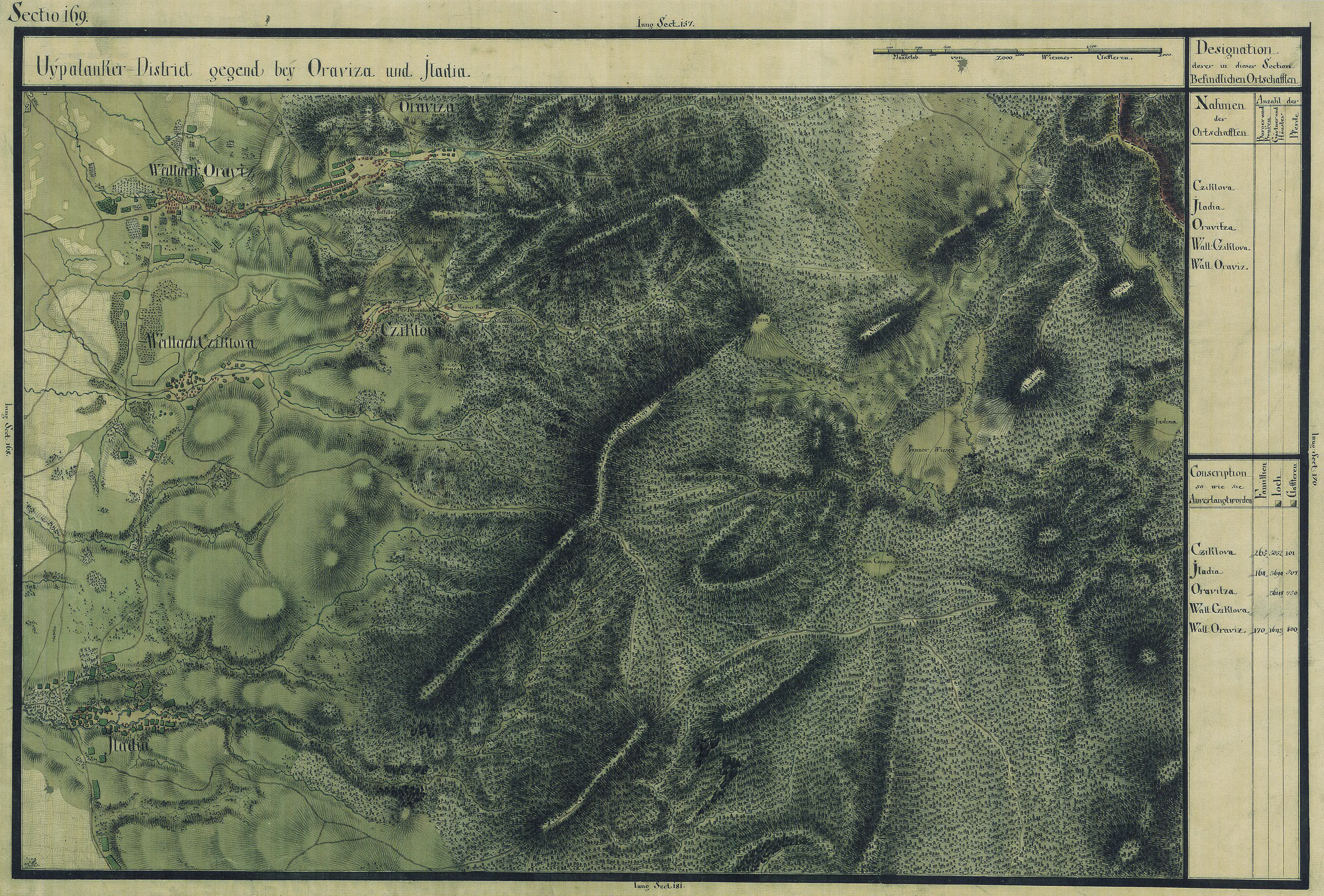
Csiklófalu egy régi térképen